# Petroglifos en Tennes

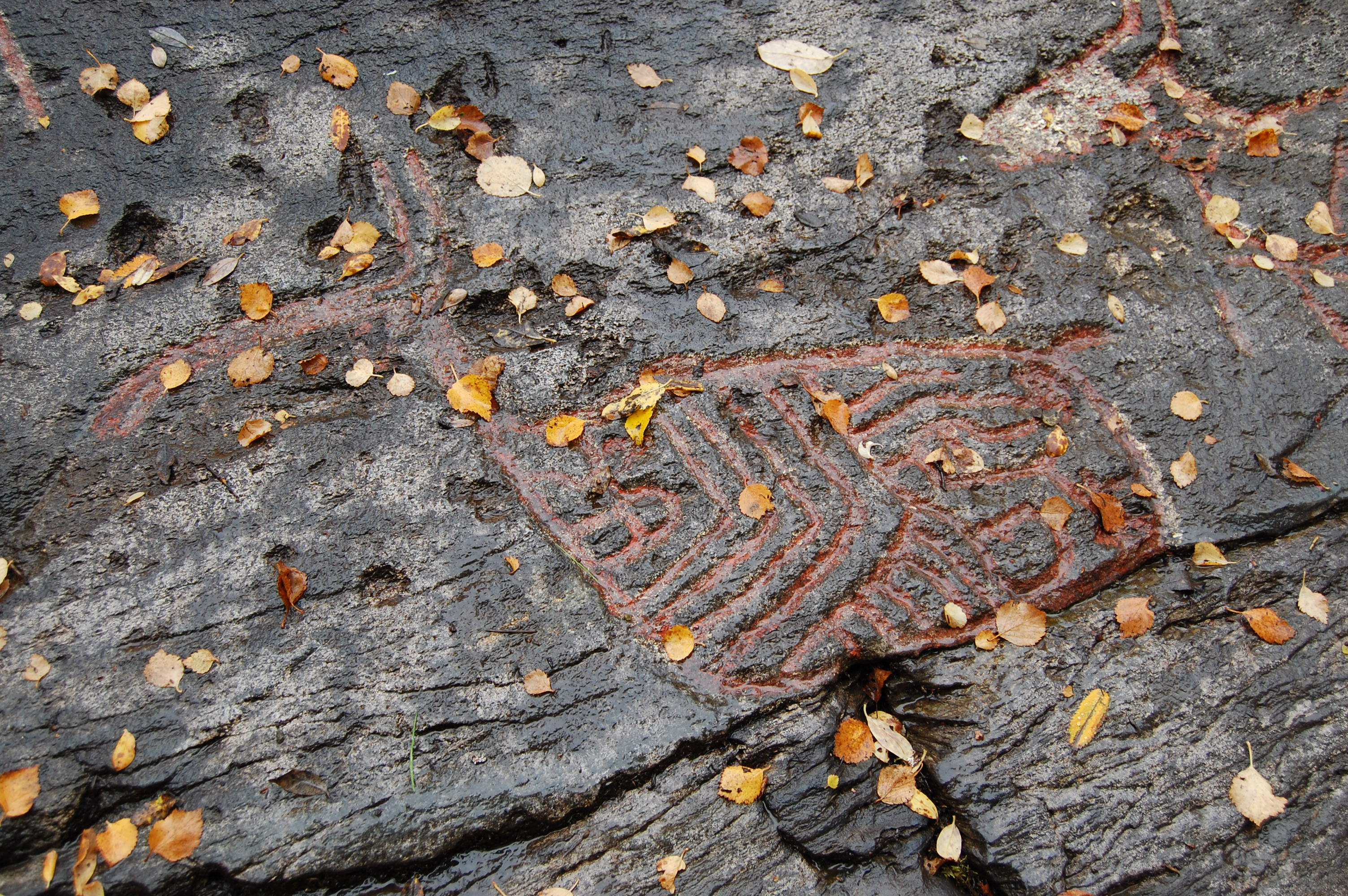
Bukkhammeren: ciervo tallado en Balsfjord, Noruega como lo describió Martin Vahl.

Los petroglifos en Tennes (Helleristning i Tennes) en Balsfjord, condado de Troms, Noruega son una serie de figuras de arte rupestre prehistórico (bergkunst). Diversos expertos han estimado su antigüedad entre el 4600 a. C. y el 2600 a. C. Las figuras fueron las primeras de una cultura de caza que se descubrieron en Escandinavia.

## Descubrimiento y redescubrimiento
El arte rupestre prehistórico (Bergkunst) se mencionó por primera vez en 1799 en las notas de viaje del profesor Martin Vahl, donde describió un ciervo tallado en la montaña en una granja en Balsfjord. El profesor Vahl fue botánico en la Universidad de Copenhague y el primer botánico en visitar el Norte de Noruega.
Sin embargo, estas notas permanecieron olvidadas hasta 1913, cuando los empleados del Jardín botánico de la Universidad de Copenhague revisaron las notas del profesor Vahl. En ese momento, la arqueología había comenzado a interesarse por los grabados rupestres, y el hallazgo hizo que el arqueólogo sueco Gustaf Hallström viajara a Balsfjord para encontrar el tallado en la roca.
Para encontrar las tallas ubicadas en algún lugar a lo largo del fiordo de 70 km de largo, Hallström aprovechó la información que indicaba que un profesor que viajaba en el siglo XVIII había vivido en una de las diez grandes granjas que existían a lo largo de Balsfjord. Una de estas granjas era Tennes, donde los lugareños reconocieron el dibujo del ciervo del Profesor Vahl.
Los lugareños llevaron a Hallström a Bukkhammaren, donde encontraron el ciervo y otras cinco figuras de animales. A unos cientos de metros de distancia, en Gråbergan, encontraron figuras adicionales. En ese momento, estos eran los grabados rupestres más septentrionales del mundo (hoy en día se han encontrado grabados rupestres más al norte, como los varios miles de figuras en Alta).

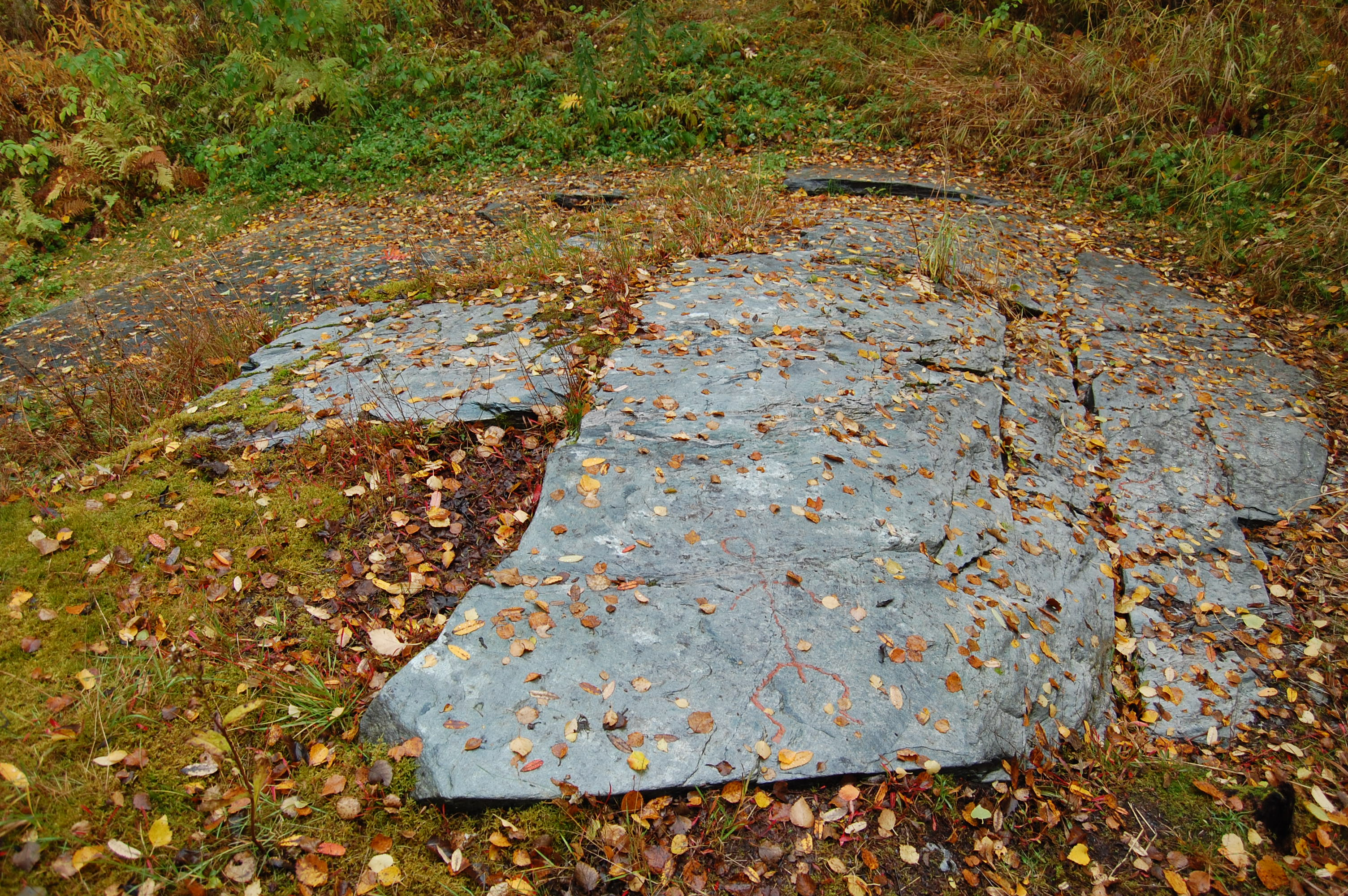
El campo Gråbergan.

Posteriormente, en 1938, en una reunión en el círculo local de tejido, la esposa del sacerdote mostró libros que describían las tallas de piedra sobre la granja del sacerdote. Tordis Larsen de la granja vecina se inspiró y poco después encontró el campo con la mayoría de las figuras en Tennes en la granja Larsen. Este campo conocido como Kirkely tenía alrededor de 40 figuras.

## Grabados rupestres

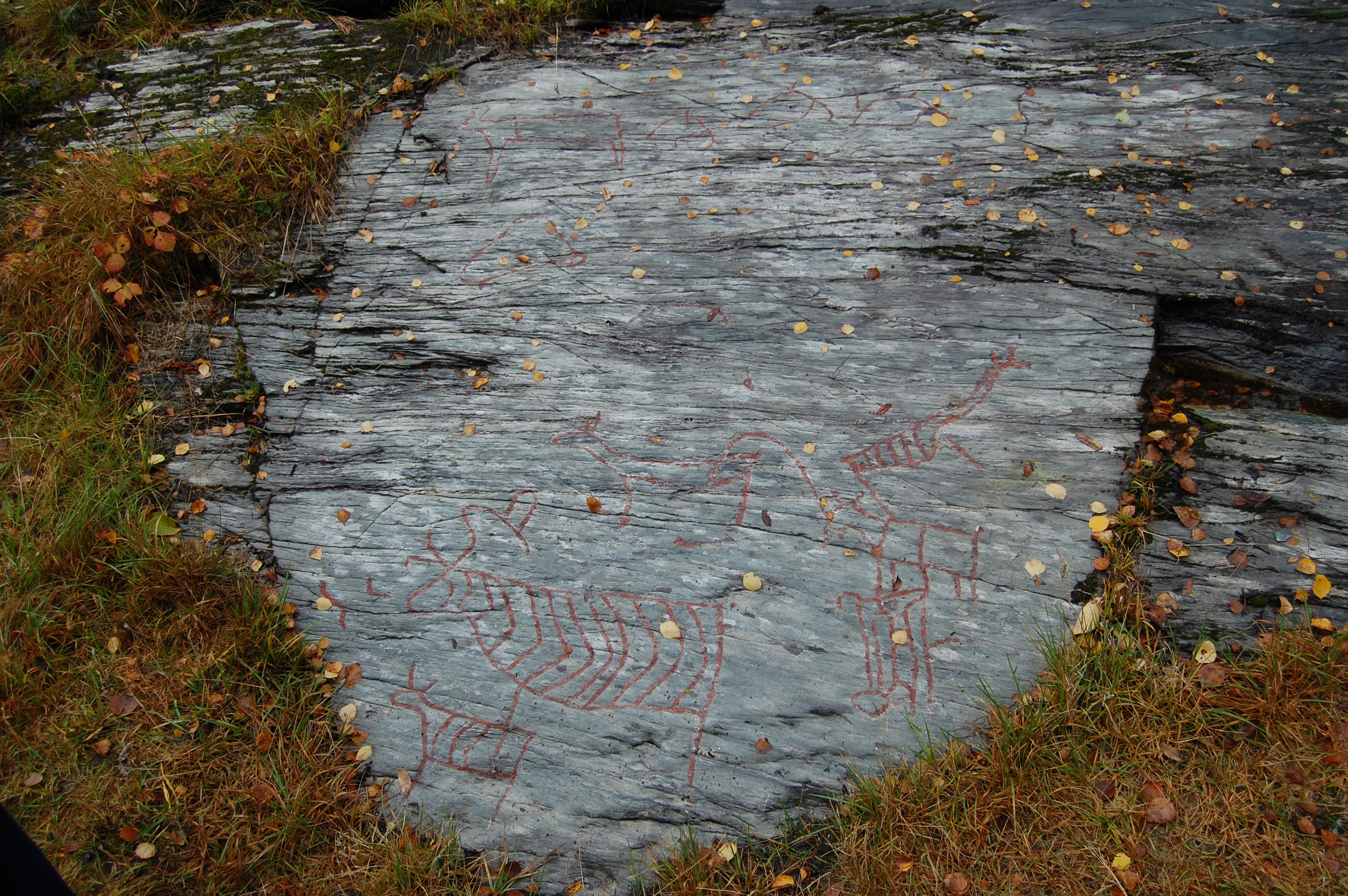
Grabados rupestres en el campo Kirkely.

Hay alrededor de 60 figuras distribuidas en tres campos: Bukkhammaren, Gråbergan y Kirkely. Las figuras fueron talladas en lo que al momento de realizar las tallas era la orilla del mar, pero hoy están situadas a unos 20 metros sobre el nivel del mar.
Las figuras más antiguas están en Bukkhammaren y se han fechado en el 4600 a. C. Solo hay seis figuras, cinco de ellas son de alces, que miran en la misma dirección. La sexta cifra está indeterminada. La cifra más grande es de 1.1 m.
Las 40 figuras de Kirkely se remontan aproximadamente a 2700 a. C. y están compuestas por animales marinos y terrestres (una combinación rara para las tallas de rocas en el norte de Noruega). También hay 2 figuras de personas en botes y algunas figuras no identificadas. Trece de las figuras son de marsopas, mientras que 14 son de alces o renos. Hay una figura con forma de serpiente y un skålgrop. La figura más grande es un reno con una longitud de aproximadamente 1.2 m.
Las 19 figuras de Gråbergan son de aproximadamente el 2600 a. C. y muestran dos figuras de personas junto con 17 figuras de animales terrestres. El tamaño de las figuras varía de 1 a 20 cm. Los animales parecen haber sido tallados de tal manera que los animales que migran entre la costa y el continente se encuentran más en la costa, mientras que los animales del continente, como los osos y los alces, están lejos del mar.

## Talladores
Los grabados muestran que hubo personas viviendo en Tennes desde la Edad de Piedra. Estas personas probablemente eran cazadores, que a finales de la Edad de Piedra migraron entre diferentes áreas a lo largo del año. Es posible que Tennes ya en ese momento fuera un lugar de encuentro para las personas que vivían en el continente (montañas), a lo largo de la costa y en las islas.

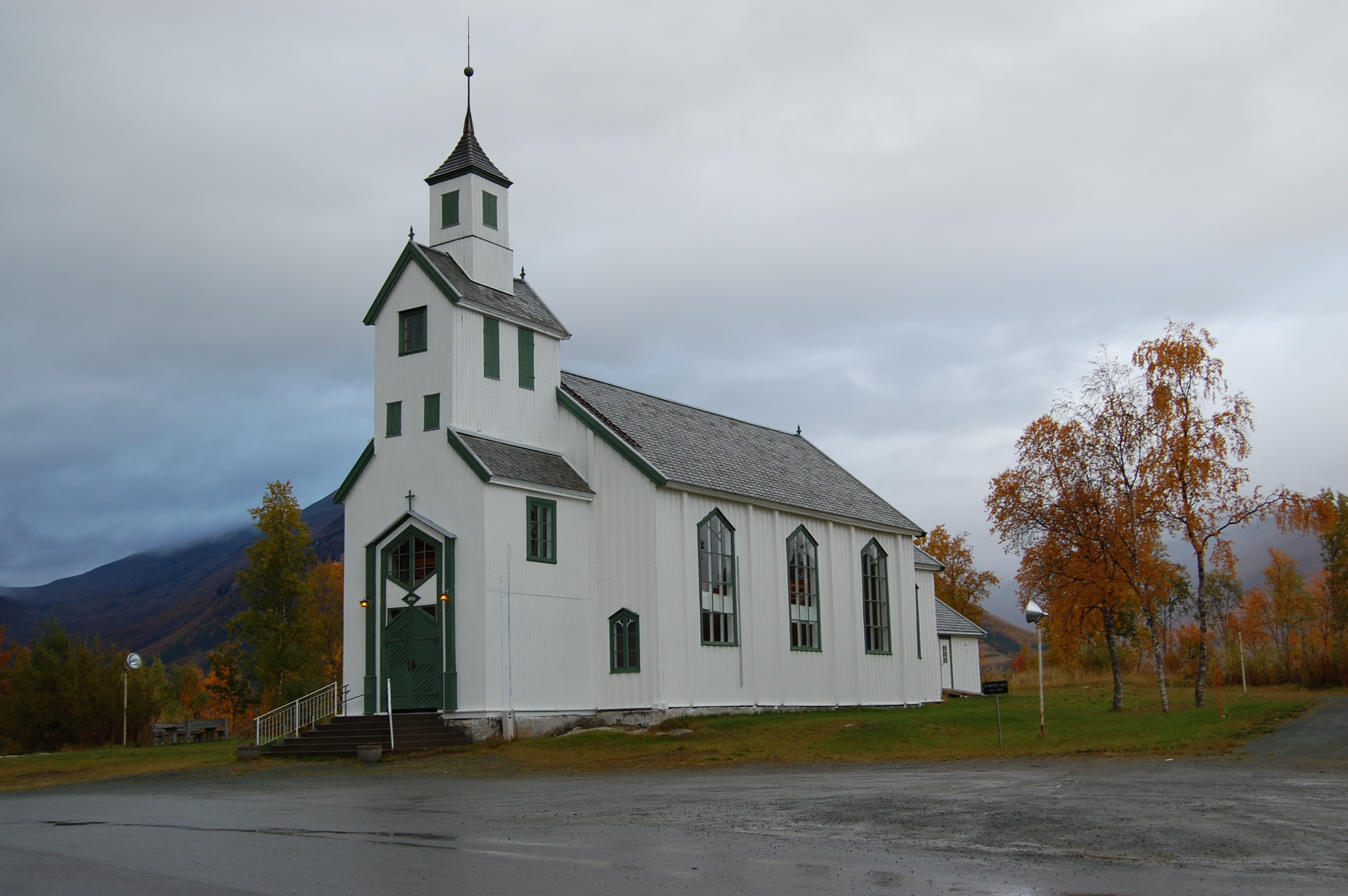
Iglesia de Balsfjord, donde comienza el camino hacia los grabados rupestres.

## Ubicación
El único medio de transporte a Tennes es en coche, y está a unos 30 minutos en coche desde la intersección E8-E6 y a unas dos horas desde Tromsø. Las señales de tráfico muestran la dirección. Se puede acceder a los grabados rupestres por una pista de 2.5 km de largo bien señalizada que comienza en la iglesia de Balsfjord. La iglesia (construida en 1855) está ubicada en Tennes, que está a unos 10 km de Storsteinnes (en el condado de Troms en Noruega).